# John Tams
John Tams (Holbrook, 16 febbraio 1949) è un cantautore, attore, produttore discografico e produttore teatrale britannico.
È principalmente noto per il suolo ruolo attoriale nella serie televisiva Sharpe, per la quale ha composto anche le musiche (segnatamente un riadattamento della ballata Over the Hills and Far Away).

## Biografia
Nativo del Derbyshire, ha lavorato per molti anni nella sezione radio della BBC. Attivo anche nel mondo del teatro, ha curato le musiche e la produzione teatrale di molte esibizioni, comprese alcune al Royal National Theatre. Si è presto distinto nel mondo musicale inglese, collaborando con numerosi gruppi come The Albion Band (1976-1987) e fondando una propria casa discografica. È poi stato tra i fondatori di un nuovo gruppo, gli Home Service, tuttora attivo sebbene Tams non ne faccia più parte. Nonostante abbia composto e suonato fin dagli anni 1970, ha cominciato la carriera da solista solamente a partire dagli anni 2000, pubblicando il suo primo album Unity nel 2000.
Coinvolto anche nel mondo della televisione, ha esordito sul piccolo schermo nel 1988 con un ruolo minore nella serie TV The Rainbow. A partire dal 1993 è poi diventato uno dei membri principali del cast della serie Sharpe, tratta dai romanzi di Bernard Cornwell sul personaggio di Richard Sharpe. Per la serie, oltre ad interpretare uno dei protagonisti (il soldato Daniel Hangman), ha composto anche la maggior parte della colonna sonora, compresa la sigla Over the Hills and Far Away, da lui stesso più volte interpretata durante gli episodi.
Nel corso degli anni ha ricevuto numerosi premi per i suoi contributi alla musica inglese, compreso il BBC Radio 2 Folk Award, vinto ben sette volte.

## Discografia

### Solista
- 2000 - Unity
- 2002 - Home
- 2005 - The Reckoning con The Reckoning Band

### Collaborazioni
- 1973 - Map of Derbyshire con Muckram Wakes
- 1977 - The Prospect Before Us con The Albion Band
- 1978 - Rise Up Like the Sun con The Albion Band
- 1980 - Lark Rise to Candleford con The Albion Band
- 1984 - Home Service con Home Service
- 1985 - Mysteries con Home Service
- 1986 - Alright Jack con Home Service
- 1993 - Live in Concert con The Albion Band
- 1996 - Over the Hills & Far Away: The Music of Sharpe con Dominic Muldawney
- 1998 - Live at the Cambridge Folk Festival con The Albion Band
- 1998 - The BBC Sessions con The Albion Band
- 2011 - Live 1986 con Home Service

## Filmografia

### Cinema
- The Rainbow – serie TV, 3 episodi (1988)
- Sharpe – serie di film per la televisione, 14 episodi (1993-2008)